# Носіро (крейсер)
Носіро (Noshiro, яп. 能代) — легкий крейсер Імперського флоту Японії, який взяв участь у Другій світовій війні.
Корабель, який належить до крейсерів типу «Агано», спорудили у 1943 році на верфі ВМФ у Йокосуці.
З початку липня та до середини серпня 1943-го крейсер провадив тренування у Внутрішньому Японському морі. 16 серпня Носіро став головним кораблем 2-ї ескадри ескадрених міноносців, яка діяла у Океанії (попередній флагман цього підрозділу легкий крейсер «Нагара» невдовзі вирушив до Японії на ремонт). 17—23 серпня Носіро разом із 8 есмінцями здійснював ескортування великого угруповання (1 ескортний авіаносець, 3 лінкори, 2 важкі крейсери) з Йокосуки на атол Трук у центральній частині Каролінських островів (тут ще до війни створили потужну базу японського ВМФ, з якої до лютого 1944-го провадились операції в цілому ряді архіпелагів).
У середині вересня 1943-го американське авіаносне з'єднання здійснило рейд проти зайнятих японцями островів Гілберта (лежать південніше від Маршаллових островів). У відповідь 18 вересня з Труку на схід вийшли значні сили (2 авіаносці, 2 лінкори, 7 важких крейсерів та інші кораблі), до яких належав і Носіро. Японці попрямували до атола Еніветок (крайній північний захід Маршаллових островів), проте в підсумку так і не вступили в контакт із союзними силами та 25 вересня повернулись на базу.
На початку жовтня 1943-го американське авіаносне з'єднання завдало удару по острову Уейк (північніше від Маршаллових островів) без жодної суттєвої реакції зі сторони ворожого флоту. Зате через пару тижнів японці на основі радіоперехоплення вирішили, що готується нова атака на Уейк, і 17 жовтня вислали з Труку до Еніветоку головні сили (3 авіаносці, 6 лінкорів, 8 важких крейсерів та інші кораблі), разом з якими прямував і Носіро. Цей флот кілька діб безрезультатно очікував ворога, при цьому 23 жовтня Носіро виходив в район на південь від Уейка, де, зокрема, брав участь у пошуках зниклого гідролітака з важкого крейсера «Могамі». У підсумку 26 жовтня флот повернувся на Трук.
1 листопада 1943-го союзники висадили десант на острові Бугенвіль на заході Соломонових островів. У ніч на 2 листопада японський загін із Рабаула (головна передова база в архіпелазі Бісмарка, з якої здійснювались операції на Соломонових островах та сході Нової Гвінеї) спробував атакувати ворожі сили біля плацдарму, що призвело до невдалого для японців зіткнення, відомого як битва у затоці Імператриці Августи. Як наслідок, 3 листопада Носіро разом з 4 есмінцями розпочав супровід загону із 6 важких крейсерів, які вийшли з Труку та 5 листопада прибули до Рабаула. Того ж дня Рабаул став ціллю для американського авіаносного з'єднання, унаслідок удару якого 5 важких крейсерів отримали пошкодження, що фактично остаточно нейтралізувало загрозу для сил вторгнення на Бугенвіль (хоча японське командування помилково вважало, що ворожі сили суттєво послаблені внаслідок бою 2 листопада). Під час цього нальоту Носіро отримав влучання торпедою, яка, втім, не здетонувала.
6 листопада 1943-го Носіро разом з легким крейсером «Агано» вийшли з Рабаулу для атаки на ворожі сили, проте цей наказ швидко скасували й 7 листопада кораблі повернулися.
11 листопада 1943-го стався другий рейд авіаносного з'єднання на Рабаул, під час якого Насіро отримав незначні пошкодження унаслідок обстрілу. Того ж дня крейсер разом з 5 есмінцями розпочав ескортування на Трук важкого крейсера та плавучої бази підводних човнів. Втім, 12 листопада Носіро та 2 есмінці відрядили для допомоги «Агано», який полишив Рабаул так само 11 листопада та на переході був торпедований підводним човном. 13 листопада Носіро зустрівся із «Агано» та узяв пошкоджений корабель на буксир. З 14 листопада буксирування передали легкому крейсеру «Нагара», який прибув з Трука, а Носіро відокремився та того ж дня досягнув Трука (що стосується «Агано», то його привели сюди 16 числа).
20 листопада 1943-го американці розпочали операцію з оволодіння островами Гілберта. Японці в підсумку так і не наважились протидіяти цій операції надводними силами, проте, зокрема, вжили заходів із підсилення гарнізонів на Маршаллових островах. Так, 24 листопада Носіро вийшов для доставки підкріплень на атоли Кваджелейн та Еніветок, а 5 грудня повернувся на Трук.
21 грудня 1943-го Носіри виходив для допомоги танкеру «Терукава-Мару», який був торпедований підводним човном в районі на північ від Трука. Втім, крейсер не встиг до ураженого корабля та 22 грудня повернувся на Трук.
З 30 грудня 1943 по 2 січня 1944 Носіро разом зі ще одним легким крейсером та есмінцем здійснили рейс з Трука до Кавієнга (друга за значенням японська база у архіпелазі Бісмарка на північному завершенні острова Нова Ірландія) та назад, маючи за мету доставку підкріплень, зокрема, Носіро перевіз туди шість сотень бійців. 1 січня під час розвантаження в Кавієнзі відбувся наліт літаків з двох американських авіаносців. Унаслідок влучання бомби на Носіро вийшла з ладу одна з установок головного калібру, а через близький вибух стала надходити вода в корпус і затопило носовий погріб боєзапасу, з числа команди загинуло 10 моряків. Повернувшись на Трук, Носіро розпочав аварійне відновлення, яке відбувалось за допомогою ремонтного судна «Акасі».
18 січня 1944-го Носіро разом з чотирма есмінцями розпочав ескортування до Японії авіаносця «Дзуйхо» та ескортного авіаносця «Унйо». 19 січня останній був торпедований та важко пошкоджений американським підводним човном, після чого Носіро розпочав буксирування «Унйо» (два есмінці забезпечували охорону) та 20 числа привів його на Сайпан (Маріанські острови). 21—24 січня Носіро прямував до Йокосуки, після чого до 19 березня проходив тут повноцінний ремонт, під час якого отримав додаткове зенітне озброєння — шість строєних та вісім одинарних 25-мм автоматів (до того протиповітряну оборону забезпечували лише дві строєні установки 25-мм автоматів). При цьому з 14 лютого обов'язки флагмана 2-ї ескадри есмінців тимчасово передали важкому крейсеру «Такао».
28 березня 1944-го Носіро, знову як головний корабель 2-ї ескадри, вирушив з Йокосуки до Південно-Східної Азії. На той час дії підводних човнів на комунікаціях вкрай ускладнили доставку палива до Японії, що призвело до рішення базувати головні сили флоту поблизу від районів нафтовидобутку — на розташованій неподалік від Сінгапура якірній стоянці Лінгга та у Таві-Таві (в філіппінському архіпелазі Сулу поряд з нафтовидобувними районами острова Борнео). 3 квітня Носіро прибув до порту Давао на південному узбережжі філіппінського острова Мінданао, де приєднався до загону з 5 важких крейсерів та есмінця (полишив базу на Палау на заході Каролінських островів лише за добу до її розгрому при рейді авіаносного з'єднання). 5—9 квітня цей загін перейшов до якірної стоянки Лінгга, де зосередились головні сили японського флоту.
11—14 травня 1944-го Носіро взяв участь у супроводі флоту з Лінгга до Таві-Таві. З 16 по 19 травня Носіро разом з одним есмінцем виконали транспортний рейс з Таві-Таві до Давао та назад. 18 травня на виході з затоки Давао американський підводний човен USS Gurnard дав шеститорпедний залп по крейсеру. Хоча на субмарині чули два вибухи, проте насправді Носіро не пошкодили.
10—12 червня 1944-го Носіро та 5 есмінців супроводили два найпотужніші японські лінкори з Таві-Таві до острова Бачан (біля південно-західного завершення значно більшого острова Хальмахера). Це відбувалось в межах операцій з протидії вторгненню на острів Біак (біля північно-західного узбережжя Нової Гвінеї), де ворожий десант висадився наприкінці травня. Втім, того ж 12 червня 1944-го американці розпочали операцію з оволодіння Маріанськими островами, які розглядались японським командуванням як складова частина основного оборонного периметру імперії. Головні сили японського флоту вийшли для контратаки, причому кораблі з Бачану після переходу 13—16 червня приєдналися до основного з'єднання. У битві 19—20 червня у Філіппінському морі японці зазнали важкої поразки, проте Носіро не був пошкоджений і 22 червня прибув на Окінаву, а 24 червня вже був у Внутрішньому Японському морі.
Наприкінці червня — на початку липня 1944-го Носіро пройшов короткочасний доковий ремонт у Куре, під час якого отримав дві строєні та чотирнадцять одинарних установок 25-мм зенітних автоматів.
8—20 липня 1944-го Носіро разом з численними есмінцями супроводив головні сили флоту з Куре до якірної стоянки Лінгга, де залишався наступні кілька місяців.

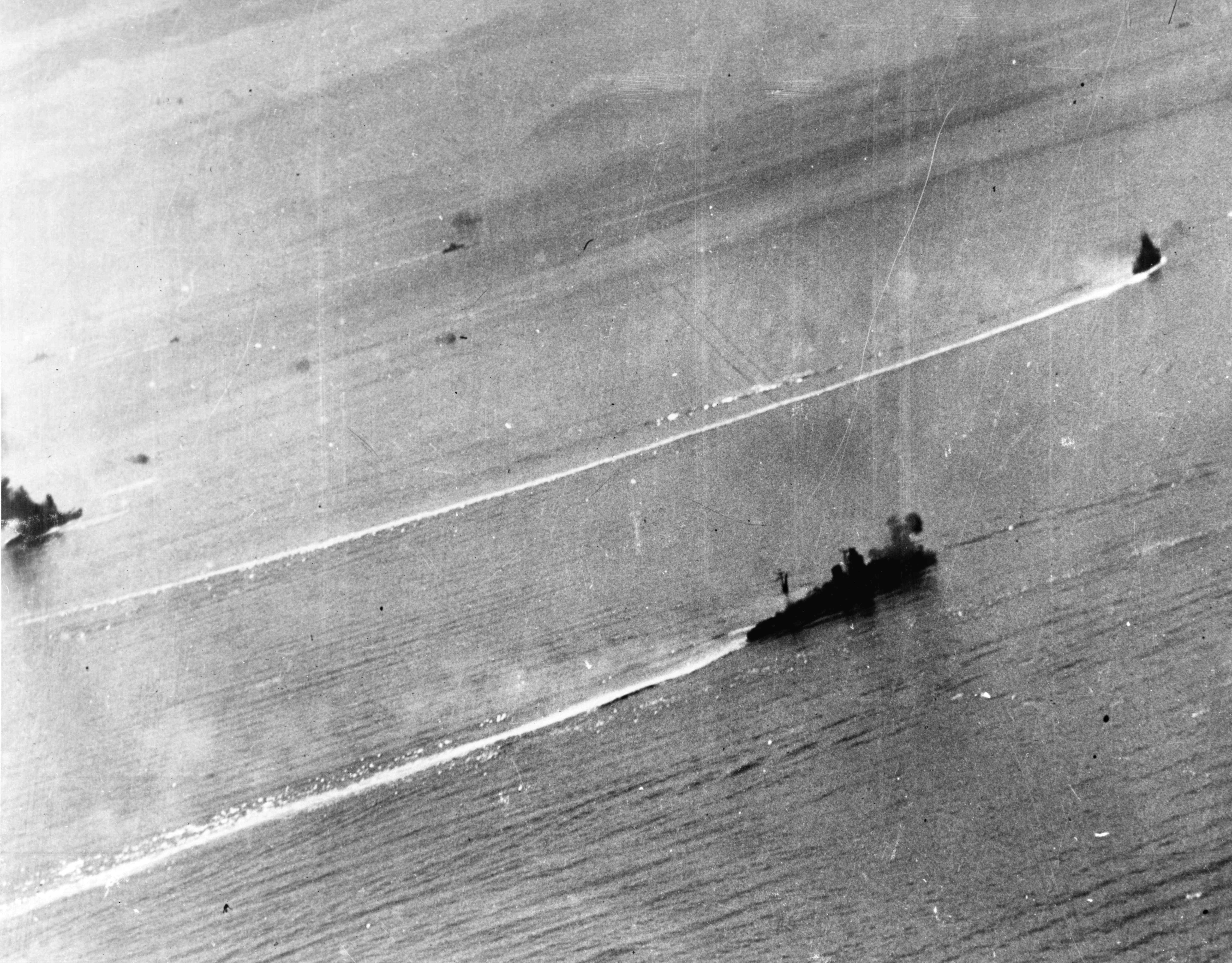
«Носіро» під атакою авіації в морі Сібуян, 24 жовтня 1944

18 жовтня 1944-го головні сили японського флоту полишили Лінгга для підготовки до протидії неминучій ворожій атаці на Філіппіни. Вони пройшли через Бруней, після чого розділились на два з'єднання. Носіро увійшов до ескорту головних сил адмірала Куріти, які 24 жовтня під час прямування через море Сібуян (внутрішня частина Філіппінського архіпелагу на південь від острова Лусон) стали ціллю для потужних ударів американської авіації. У цьому бою Носіро йшов перед лінкором «Ямато» та не зазнав якихось пошкоджень. Далі Куріта вийшов до Тихого океану і 25 жовтня провів бій біля острова Самар із групою ескортних авіаносців. Під час останнього Носіро взяв участь у артилерійському бою та уразив ескортний авіаносець USS White Plains кількома снарядами головного калібру, тоді як сам зазнав влучання одним 127-мм снарядом з есмінця. Крім того, внаслідок близьких вибухів авіабомб розпочалось протікання кількох резервуарів для пального, а максимальна швидкість впала до 32 вузлів.
Після бою біля Самару розпочався відступ залишків японського флоту, перший етап якого знову пролягав через внутрішні моря Філіппін. 26 жовтня 1944-го в районі на захід від острова Панай з'єднання Куріти стало ціллю для повітряних атак. Спершу в Носіро влучила бомба, що призвело до швидко ліквідованого загоряння снарядів до зенітних автоматів. Далі крейсер поцілила авіаторпеда, що призвело до послідовного затоплення ряду котельних відділень. Виник крен, який досягнув 26 градусів, а есмінець «Хаманамі» зняв з Носіро командира 2-ї ескадри. Надалі завдяки вжитим заходам із затоплення відсіків на протилежній стороні корабля та відстрілу торпед крен вдалося зменшити до 8 градусів і розпочалась підготовка до проведення Носіро на буксирі. Втім, у цей момент під час чергового авіанальоту в крейсер влучила ще одна торпеда й за десять хвилин віддали наказ команді зібратись на палубі. За 27 хвилин після влучання другої торпеди наказали полишити корабель, а ще через 7 хвилин Носіро затонув. Есмінці «Акісімо» та «Хаманамі» врятували 628 членів екіпажу, проте 82 моряки загинуло.